# 鹿谷鄉
鹿谷鄉，舊稱「羌仔寮」，日治時期改稱「鹿谷」，位於臺灣南投縣西南部，北隔濁水溪與集集鎮為界，東鄰信義、水兩鄉，西及南接竹山鎮:52。境內多數土地為臺大實驗林場與國有林地，經濟產業上則以種茶業較為發達。
全境地形主要為山地，以阿里山山脈縱貫全鄉，並毗鄰玉山山脈。早期曾有種植樹薯等主要作物，直至1970年代茶葉產量上升，成為南投縣重要的茶葉產地，其生產的凍頂烏龍茶較為知名。境內的溪頭自然教育園區為著名的觀光景點，地方特產方面，有孟宗竹筍、凍頂烏龍茶、山芹菜、山蘇、鱒魚、明日葉及茶梅等。

## 歷史
鹿谷鄉舊稱「羌仔寮」，係由於當地未開墾時，曾是羌群的棲息地，後因獵羌者搭寮居住遂而發展成村莊，故名:302。「羌仔寮」一詞尚有數個不同的譯音或寫法，包括「羌（猐）雅寮」、「獐仔寮」、「猐仔寮」、「羗仔寮」等:302、303:281－282。1920年，日本人遂以羌仔與鹿相似，且境內因濁水溪支流切割而多溪谷地形，故改名為「鹿谷」:302。
荷西時期，1624年，荷蘭人佔領臺灣南部。治臺期間以經濟利益為主要目的，並對原住民施以武力征服或者教化。1644年，荷蘭人第八任臺灣總督佛朗沙·卡倫（François Caron）始派傳教士到臺灣各處推廣基督教與處理其他教會事務。除此以外，荷蘭人治臺方式包括將臺灣的「番社」劃分為北部、南部、淡水、卑南等四個地方集會區:285。但由於當時鹿谷仍為原住民的生活區域，因此除佈教外，荷蘭人的政令範圍僅包括臺灣南部地區，未及於鹿谷:284、285。
1661年4月，鄭成功登陸臺灣，實施郡縣制，改臺灣為東都，設一府二縣，一府即承天府，二縣即天興縣、萬年縣，天興縣為新港溪（今鹽水溪）以北，故鹿谷屬天興縣。1664年8月，鄭經改東都為東寧，並將天興、萬年兩縣改制為州。同時鄭氏為實施軍旅屯田制度，乃廣拓墾區，以承天府為中心逐漸向南北擴展:285。在1664年至1668年間，鄭氏曾率領所屬部下拓殖至鹿谷附近地區，相傳由林圮屯兵兩百多人前往斗六門（今雲林縣斗六市）開拓水沙連番地，並紮屯於竹圍仔（今竹山鎮雲林、硘磘、下坪等里），驅逐社眾至東埔蚋（今竹山鎮延平里）一帶。1668年，社眾起兵反抗，林圮屯兵數人被殺:261、285。1683年，施琅率軍攻臺，鄭克塽降清:285。
1684年，臺灣納入清廷版圖，屬福建省臺灣府，分諸羅、臺灣、鳳山三縣，鹿谷隸屬諸羅縣，並為水沙連社、鹿株社境域:285－286。
朱一貴事件後，清廷乃於1723年8月，將原諸羅縣虎尾溪以北地區劃為彰化縣，鹿谷隸屬彰化縣沙連保:286－287，當年漳州府人黃奉入墾羌仔寮地區。1740年，漳州府詔安縣程志成等人向官方申請墾照，開墾龜仔頭、牛轀轆、番仔寮、九寮坑、外城及大坵園等地。約在1756年左右，泉州人許廷瑄申請墾照，於新寮街築屋，並招墾漳州籍移民開墾初鄉、坪仔頂、新寮街、車輄寮、羌仔寮、小半天、內樹皮等地:266。林爽文事件後，至1788年起，鹿谷的大坪頂、清水溝等地已正式納入清廷管轄範圍:287。一直到中法戰爭後，1885年臺灣建省，任命劉銘傳為臺灣省首任巡撫，臺灣分三府一直隸州，鹿谷隸屬臺灣府雲林縣沙連保:288。
1895年，清廷因甲午戰爭戰敗，與日本簽訂《馬關條約》，將臺澎地區割讓給日本:288－299；6月28日，臺灣分三縣一廳，鹿谷隸屬臺灣縣；8月6日，改一縣二民政支部一廳，屬臺灣民政支部雲林出張所沙連保。1896年3月起，復改三縣一廳，臺灣民政支部改名臺中縣，屬臺中縣雲林支廳。1897年5月起，改六縣三廳，屬嘉義縣林圮埔辦務署:289。1898年6月，改三縣三廳，屬臺中縣斗六辦務署:289－290。1900年9月，裁撤辦務署，改直隸於臺中縣。1901年11月，全臺分二十廳，鹿谷隸屬斗六廳。1909年10月改十二廳，屬南投廳林圮埔支廳羌仔寮區:290。1920年7月，廢西部十廳，全臺分五州二廳，行政區劃改為州廳、郡、街庄、大字制，鹿谷屬臺中州竹山郡:291。鹿谷庄分為初鄉、鹿谷、大坵園、番子寮、大水堀、內樹皮、坪子頂、車輄寮、小半天等9個大字:298－299。
1945年臺灣由中華民國接管，將日治時期的五州、三廳、十一州轄市改為八縣、九省轄市、二縣轄市:291。1946年1月20日，鹿谷庄改制為「鹿谷鄉」，屬臺中縣竹山區:291－292。1950年9月8日，調整行政區域，全臺分十六縣、五省轄市，臺中縣分為臺中、彰化、南投三縣，並裁撤區署，鹿谷鄉改隸南投縣。1955年，將原屬鹿谷鄉的永豐、永興兩村納入水裡鄉（今水里鄉）鄉域:292。

## 地理

### 地形
鹿谷鄉位於南投縣西南部，東以鳳凰山稜線與信義、水兩鄉相鄰，西及南接竹山鎮，北隔濁水溪與集集鎮為界。全境面積約為142平方公里，東西長約9公里，南北長約16公里:146、148。地形上有山地、丘陵、臺地、河階與河川沖積地等，整體地形變化較大。地勢大致由西北往東南逐漸升高，海拔最低點為西北角集集攔河堰之南進水口（標高200公尺），最高點為南界的嶺頭山（標高2,025公尺）:146、149。
西部的鳳凰山脈為衝上斷層山地，北端由濁水溪南岸起呈南北向延伸至南投、嘉義兩縣縣界附近，層階地形為其地形特徵，係由數個傾斜坡溝成覆瓦狀排列形成。南部的內樹皮山脈南端由嶺頭山向西偏北方向延伸，其西段向西北方分出兩條小稜線，合成一丘陵地，下游為北勢溪，兩條小稜線形成與竹山鎮的分界:149。北端的清水溝溪沖積地為濁水溪的沖積地，東自凸鼻子起向西延伸至集集攔河堰為止，為鹿谷鄉海拔最低點所在。鹿谷河階地形屬濁水溪河系，主要發育於北勢溪南北兩岸，有內湖、車輄寮、新寮、板仔寮、小半天、內樹皮、崎頂、筆子林等河階分布:149。大水堀臺地係由砂礫層所組成，東自鳳凰山脈一帶的頂城向西北延伸，經二城、永隆至大水堀畔之尖子頂山下為止，東西寬約1公里，南北長約3公里，海拔高度介於500至800公尺之間。凍頂臺地又稱彰雅村臺地，東西、南北長各約700公尺，略呈圓形，海拔高度介於740至770公尺之間。丘陵地形主要分布於清水溝溪及其支流兩側的山丘地帶，自東北角的石穴向西行經紅銀土堀山麓、泡子林、尖仔尾山延伸至藤湖山為止，海拔高度介於300至800公尺之間:151。
大茅埔—雙冬斷層為一逆移斷層，以大甲溪為界分為南北兩段。北段稱為「大茅埔斷層」，呈東北走向，由臺中市和平區烏石坑向西南延伸至東勢區大茅埔一帶；南段則稱為「雙冬斷層」，大略呈南北走向，由大甲溪南岸的新社區向南延伸至鹿谷鄉，斷層全長約55公里。1999年9月21日，雙冬斷層錯動，並將能量擠壓到車籠埔斷層，造成重大災害，史稱「九二一大地震」:970－1004。

### 水文
鹿谷鄉較為重要的溪流有北勢溪與清水溝溪，兩溪以鳳凰山脈為集水區的分水嶺:146、172，其中又以北勢溪最大且最為重要:173，其他尚有墘坑溪與白不仔溪等次要溪流:172。
北勢溪是濁水溪重要支流東埔蚋溪的最大支流，發源於鄉內海拔最高點嶺頭山，主流長約14.77公里，水域範圍涵蓋初鄉、鹿谷、彰雅、廣興、內湖、和雅、竹林、竹豐等8個村，其支流有中湖溪、財仔溪、車輄寮溪等，匯入東埔蚋溪主流處的標高為280公尺，溪流呈現北北西－南南東走向:173。清水溝溪主流發源於鳳凰山脈北側支脈苦嶺腳（標高1,660公尺），主流長約17.55公里，水域範圍涵蓋瑞田、清水、秀峰、永隆、鳳凰等5個村，其支流有石盤溪、新和溪、水尾溪、秀峰溪等，溪流呈現南北走向，最後於瑞田村（標高220公尺）匯入濁水溪:174。
墘坑溪主流發源於野鴿谷（標高680公尺），主流長約2.41公尺，水域範圍僅涵蓋瑞田村，溪流呈現南北走向，於墘坑仔（標高230公尺）匯入濁水溪:174。白不仔溪發源於鳳凰山（標高1,698公尺），為陳有蘭溪西岸平行狀支流之一，主流長約4.31公里，在鹿谷鄉內水域範圍僅涵蓋鳳凰村，溪流呈現東西走向，最後於鹿谷、水里與信義三鄉境界點白不仔匯入陳有蘭溪（標高440公尺），是鹿谷鄉內唯一由西向東流的溪流:174。

### 氣候
鹿谷鄉的氣候屬副熱帶至暖溫帶的過度帶，終年氣候溫暖濕潤，氣溫隨海拔高度升高而遞減:146、160。5月至10月，平均氣溫達攝氏20度以上:161。年平均氣溫約為19.4度，月均溫最高為7月的23.6度，最低為1月的13.7度。溪頭地區（標高1,150公尺）的年均溫約為16.5度，月均溫最高為7月的20.4度，最低為1月的11.2度:146、160。全境年平均降雨量約為2,519毫米，各月雨量最多為8月的483.1毫米，最少為11月的26.3毫米:163。

### 人口
根據內政部戶政司和南投縣政府民政處統計，2024年底鹿谷鄉戶數約7.8千戶，人口約1.6萬人，每戶平均人口數（戶量）約2.03人，是南投縣戶量最低的鄉鎮，也是臺灣戶量最低的鄉。鄉內人口最多的村是早期曾為採伐木材集散中心與商業中心的廣興村，最少的村則是因山多水急且平地狹窄而不利人口聚集的和雅村:598，2024年底兩村人口分別為2,008人與632人；人口密度最高與最低的村分別是鹿谷村與內湖村，2024年底兩村人口密度分別約為每平方公里589人與每平方公里43人。
鹿谷鄉的先民主要來自清領時期入墾的福建省漳州府、泉州府:613，前五大姓氏分別為林、陳、劉、張、黃，此五姓氏的總人口數，約佔全鄉人口數的六成以上:620。鹿谷鄉與南投縣其他地區相同，面臨人口外流、少子化及人口老化的問題。自1970年代以後，隨著農耕機械化的普及與發達，加上鹿谷鄉缺乏大型工業與商業不發達等因素，造成長年人口淨流出的現象:596。2019年底時鹿谷鄉尚有17,509人，至2024年底時已下滑至15,832人。2024年底鹿谷鄉人口的年齡結構中，幼年人口佔比約為6.30%，壯年人口佔比約為65.27%，老年人口佔比約為28.43%，老化指數約為451.45%，是南投縣老年人口佔比最高、老化指數最高的鄉鎮。

## 政治

### 歷任首長
| 屆次 | 姓名   | 黨籍       | 就任日期       | 卸任日期       | 備註           |
| ---- | ------ | ---------- | -------------- | -------------- | -------------- |
| 1    | 林朝陽 |            | 1951年8月1日   | 1953年8月1日   |                |
| 2    | 黃文裕 |            | 1953年8月1日   | 1956年8月1日   |                |
| 3    | 黃庚辛 |            | 1956年8月1日   | 1960年1月1日   |                |
| 4    | 賴萬川 |            | 1960年1月1日   | 1964年3月1日   |                |
| 5    | 黃見合 |            | 1964年3月1日   | 1968年3月1日   |                |
| 6    | 黃見合 |            | 1968年3月1日   | 1973年4月1日   |                |
| 7    | 林丕耀 |            | 1973年4月1日   | 1977年12月30日 |                |
| 8    | 林丕耀 |            | 1977年12月30日 | 1982年3月1日   |                |
| 9    | 邱政義 |            | 1982年3月1日   | 1986年3月1日   |                |
| 10   | 邱政義 |            | 1986年3月1日   | 1990年3月1日   |                |
| 11   | 陳調槐 |            | 1990年3月1日   | 1992年7月15日  | 任內病逝       |
| 11   | 林學仕 |            | 1992年8月1日   | 1992年10月30日 | 代理，縣府派任 |
| 11   | 林民政 |            | 1992年10月30日 | 1994年3月1日   | 補選           |
| 12   | 林民政 |            | 1994年3月1日   | 1998年3月1日   |                |
| 13   | 陳錫梧 | 中國國民黨 | 1998年3月1日   | 2002年3月1日   |                |
| 14   | 陳錫梧 | 無黨籍     | 2002年3月1日   | 2006年3月1日   | 同額競選       |
| 15   | 林光演 | 中國國民黨 | 2006年3月1日   | 2010年12月25日 | 未爭取連任     |
| 16   | 黃東灝 | 中國國民黨 | 2010年12月25日 | 2014年12月25日 |                |
| 17   | 黃東灝 | 中國國民黨 | 2014年12月25日 | 2018年12月25日 |                |
| 18   | 邱如平 | 無黨籍     | 2018年12月25日 | 2022年12月25日 |                |
| 19   | 邱如平 | 無黨籍     | 2022年12月25日 |                | 現任           |

### 鄉政組織
鹿谷鄉公所是鹿谷鄉最高層級的地方行政機關，在中華民國政府架構中為鄉自治的行政機關，同時負責執行縣政府及中央機關委辦事項，鹿谷鄉的自治監督機關為南投縣政府。鄉長由全體鄉民直接選舉產生，任期為四年，可連選連任一次。鹿谷鄉公所並置鄉政會議，為鄉政最高決策機構，在鄉長之下，設有5課3室等8個內部單位及4個附屬機關。
鹿谷鄉民代表會是鹿谷鄉的最高民意機關，代表鹿谷鄉全體鄉民立法和監察鄉政。鄉民代表由公民直選選出，任期為四年，可連選連任。鹿谷鄉民代表會共有11位鄉民代表，分別為第一選區6席鄉民代表、第二選區3席鄉民代表、第三選區2席鄉民代表，主席、副主席由11位鄉民代表互選產生。

### 行政區

鹿谷鄉行政區劃
1 內湖村，2 和雅村，3 竹林村，4 竹豐村，5 鳳凰村，6 廣興村，7 彰雅村，8 鹿谷村，9 永隆村，10 初鄉村，11 秀峰村，12 清水村，13 瑞田村

現今鹿谷鄉行政範圍的確立，來自於1955年6月1日，調整行政區域，將原屬鹿谷鄉的永豐、永興兩村改納入水裡鄉（今水里鄉）:326－327。鹿谷鄉的行政區劃轄有內湖村、和雅村、竹林村、竹豐村、鳳凰村、廣興村、彰雅村、鹿谷村、永隆村、初鄉村、秀峰村、瑞田村、清水村等13個村，共計174鄰。

## 經濟

### 農業
鹿谷鄉的凍頂山出產凍頂烏龍茶，聞名全台灣。

### 工業
鹿谷鄉的工業較不發達，1958年時曾在灣坑地區發展礦產業，但由於煤層較薄且儲量不足，以致業績較為不佳而在1968年停採封坑:497－498。在1994年的統計資料中，鹿谷鄉的工廠家數有8間，分別為6間食品飲料工廠與2間木竹製品工廠:330－331。到2015年時，工廠家數下降至僅剩4間，分別為2間食品製造工廠、1間木竹製品工廠與1間非金屬礦物製品工廠:332。

### 金融業
鹿谷鄉農會創立於1914年，名「羌仔寮信用組合」。1936年，改名「保證責任鹿谷庄信用、販賣、購買利用組合」。1944年，改組為「鹿谷庄農業會」。1946年12月，改組為「鹿谷鄉農會」與「鹿谷鄉合作社」兩單位。1949年12月，兩單位再度合併為「鹿谷鄉農會」:500:681。為執行任務以推動業務，設有會物、推廣、供銷、信用、保險、會計、資訊、稽核等部門，並分為初鄉、廣興、竹林、鳳凰、永隆、坪頂、瑞田等7處辦事處:681－682。

## 文化
鹿谷鄉的宗教信仰中，奉祀主神有慚愧祖師、玄天上帝、關聖帝君、蘇林二府、三因子、三山國王、開山王公、福德正神、天上聖母、觀世音菩薩、鳳凰母娘、阿彌陀佛等:710－727。鹿谷鄉特有的宗教文化，包括數間供奉慚愧祖師的廟宇:706以及早期以稻草人形神明嚇阻盜匪的營頭鎮路:709。代表的宗教民俗活動主要有慚愧祖師文化觀光節（或稱「慚愧文化季」）。佛教寺院分為位於初鄉村的淨律寺:727及位於秀峰村的光量寺:228－232。鹿谷鄉的天主教信仰分為廣興天主教堂與秀峰天主教堂:727－728，基督教信仰則以位於彰雅村的鹿谷基督長老教會為主:728。

## 教育

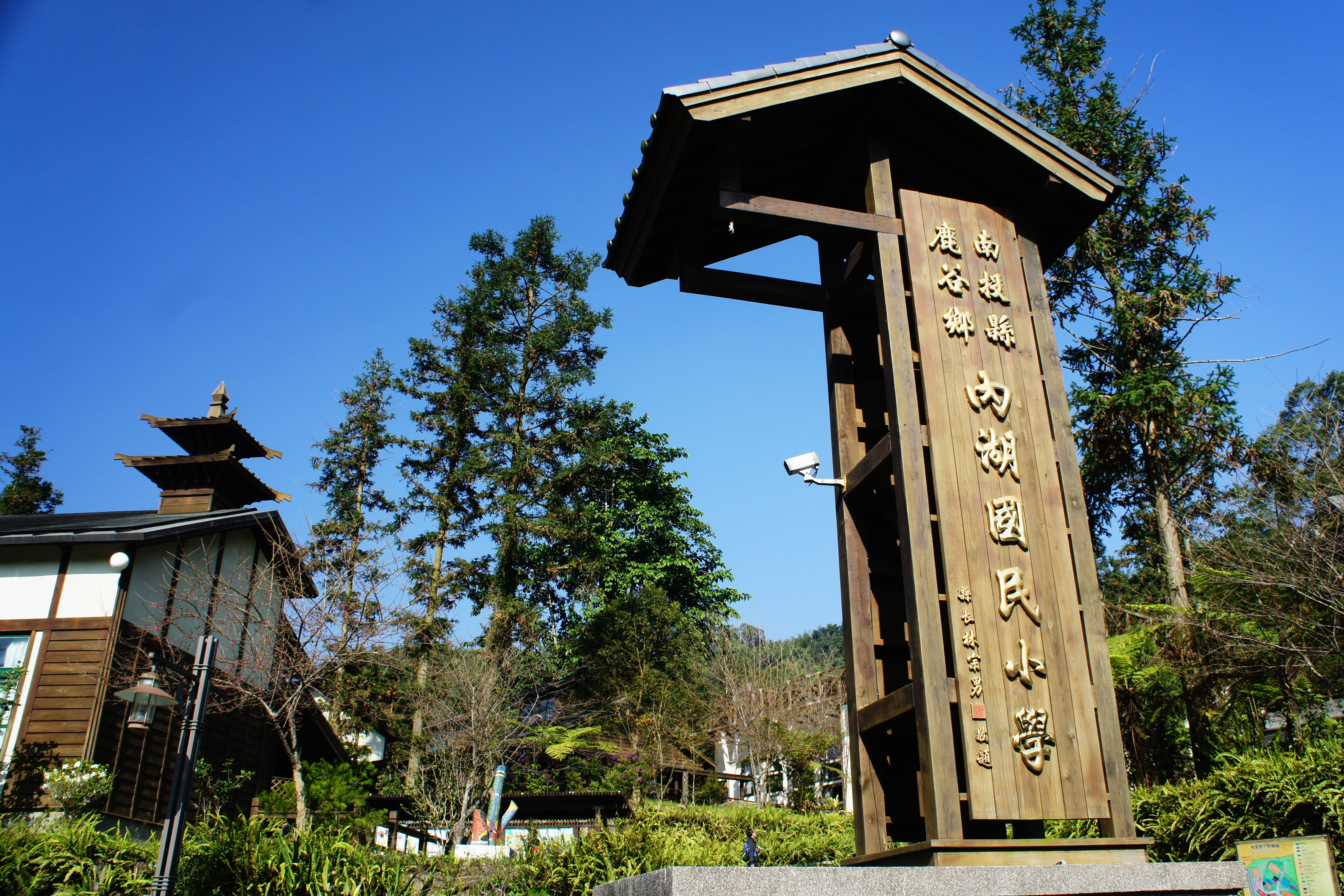
內湖國小

清領時期，鹿谷風氣閉塞，對外交通不便，教育史料較為缺乏，僅知有民學的書房教育。鹿谷的文社成立之前，已有林圮埔「郁郁社」社友黃邦光、林鳳池等鄉賢，隨後同治年間，鹿谷的士紳在新寮街成立「彬彬社」，其有陳宗器、林濟川、許清源、葉承澤、黃時中、陳慶祥、林新科等核心社員，尊孔崇儒，倡導讀書風氣，教育鹿谷子弟，傳承教育理想:757。
1895年日本治臺後，日本人在臺建立殖民教育體系，將培養通譯人才定為教育重心。1899年，總督府為培養通識人才，乃頒布〔台灣公學校令〕，將「國語傳習所」改制為「公學校」:757。日本人在鹿谷總共設立了四所公學校，分別是1910年的林圮埔公學校羌仔寮分校:758、1914年4月1日的林圮埔公學校（今竹山鎮竹山國小）坪仔頂分校:758、759、765、1920年4月1日的林圮埔公學校小半天分離教室:758、760和1940年的鹿谷公學校大水堀分教場:758、761。1920年，總督府規劃在臺發展普通教育、實業教育、專科教育和師範教育等四種教育體系:757。1921年，林圮埔公學校羌仔寮分校、坪仔頂分校分別獨立為鹿谷公學校、坪仔頂公學校:758、759。1922年，林圮埔公學校小半天分離教室改制為分教場:767。1931年4月16日，總督府為推展國語普及化，成立大水堀國語講習所，自1934年起又陸續成立內湖、內樹皮、鹿谷、下廍仔等四所國語講習所:762、777。1939年，林圮埔公學校小半天分教場獨立為豐丘公學校:760、767。1941年，為使臺灣居民普受皇民化，乃將公學校、小學校一律改制為「國民學校」:757。1944年4月，鹿谷國民學校大水堀分教場獨立為大水堀國民學校:761、769。1945年9月1日，豐丘國民學校改名小半天國民學校:767。
1945年二戰後，初等教育機構名稱仍沿用日治時期的「國民學校」:763，同時廢除境內的內樹皮等五所國語講習所:777。1946年9月1日，坪仔頂國民學校成立永豐分班:765。1947年2月，大水堀國民學校改名鳳凰國民學校:769；5月，坪仔頂國民學校改名秀峰國民學校:765。1948年，秀峰國民學校成立永興分班:765－766，小半天國民學校成立和雅分班:767、777。1952年，鹿谷國民學校成立內湖分校:771，秀峰國民學校成立鹿岩分班:775，並將秀峰國民學校永豐、永興兩分班合併獨立為永豐國民學校（今水里鄉永豐國小）:766。1953年9月，秀峰國民學校成立鹿岩分班:766，鹿谷國民學校成立初鄉分班:773。1954年，小半天國民學校改名文昌國民學校:767，秀峰國民學校鹿岩分班改制為分校:775。1956年，鹿谷國民學校內湖分校、初鄉分班分別獨立為內湖國民學校、初鄉國民學校:771、773，秀峰國民學校鹿岩分校獨立為鹿岩國民學校。1958年8月，竹山初級中學成立鹿谷分部:781。1959年，鹿岩國民學校改名瑞田國民學校:775，小半天國民學校和雅分班獨立為和雅國民學校:777。1960年2月，鹿谷國民學校成立廣興分校:779－780；9月，鹿谷國民學校廣興分校獨立為廣興國民學校:780；12月30日，竹山初級中學鹿谷分部獨立為鹿谷初級中學:782。1962年，鳳凰國民學校成立隆田分班。1966年，鳳凰國民學校隆田分班獨立為隆田國民學校:769。1968年，實施九年國民義務教育，乃將所有的國民學校、初級中學分別改制為「國民小學」、「國民中學」:763、782。1971年，鹿谷國民中學成立瑞峰分部:782、783、784。1975年8月1日，鹿谷國民中學瑞峰分部獨立為瑞峰國民中學:784。1979年，因應年輕族群嚴重外流、學生人數大量減少，隆田國民小學併入鳳凰國民小學，降格為鳳凰國民小學隆田分校。2006年8月，裁撤鳳凰國民小學隆田分校:763、769。2017年8月1日，和雅國民小學併入鹿谷國民小學，降格為鹿谷國民小學和雅分校。預計2024年8月1日，停辦鹿谷國民小學和雅分校。
鹿谷鄉現有國民中學2所，分別為南投縣立鹿谷國民中學、南投縣立瑞峰國民中學等2校:781－785。其他公立教育機構計有南投縣鹿谷鄉鹿谷國民小學、南投縣鹿谷鄉秀峰國民小學、南投縣鹿谷鄉文昌國民小學、南投縣鹿谷鄉鳳凰國民小學、南投縣鹿谷鄉內湖國民小學、南投縣鹿谷鄉初鄉國民小學、南投縣鹿谷鄉瑞田國民小學、南投縣鹿谷鄉廣興國民小學等8所國民小學:763－781，鹿谷鄉立圖書館、鹿谷鄉地方文化館、南投縣社區大學鹿谷分校等3所社教機構:765－788。

## 交通

### 鐵路
早期鹿谷鄉在公路開通前，僅有狹窄的牛車路可通往竹山:511，運輸系統則主要依賴輕便鐵道（臺車道）:181。1913年，由林圮埔竹林組合林月汀等人向臺灣總督府申請土地興建連結鹿谷與竹山的輕便鐵道，因是最早進入鹿谷的鐵道而又稱「鹿谷線」。1915年，鹿谷線完工並開始提供客貨運服務。1924年11月，東京帝國大學臺灣演習林（今臺灣大學實驗林）將昭和製糖株式會社所開闢與經營的輕便鐵道「東埔蚋溪＝初鄉＝鹿谷＝車輄寮」收購，鐵路全長約9.7公里:181:511，期間曾暫停對外營運，直至1927年方改由時任鹿谷庄庄長林邦光等人管理對外運輸服務。而在「東埔蚋溪＝車輄寮」鐵道被收購的同年（1924年），亦開始增設「車輄寮＝溪頭」輕便鐵道並於翌年（1925年）完工通車，全長約8.3公里，成為溪頭對外唯一交通要道，提供溪頭營林區的林產物與鹿谷一般民生用品運輸之用:181:511。爾後又增設「集集＝坪仔頂」輕便鐵道，於1931年2月完成鋪設、開始營運，全長約7.2公里。公路開通後，上述三條輕便鐵道功能逐漸由客貨運汽車取代，陸續拆除輕便鐵道，至1963年10月完成拆除「車輄寮＝溪頭」專供運材的臺車道後，已不見各條輕便鐵道的遺跡:181。

### 公路
縣道
鹿谷鄉現有縣道2條。縣道139號即仁愛路，經秀峰、清水、瑞田三村後跨越集鹿大橋即進入集集鎮，全線在鹿谷鄉境內長度約15.6公里，路寬大致在10公尺以下:179:21。縣道151號即延溪公路，由竹山鎮延平里跨越東埔蚋溪後進入鹿谷鄉，經崎腳、初鄉、鹿谷、廣興、內湖五村後到達溪頭，全線在鹿谷鄉境內長度約17公里，路寬8至15公尺，是鹿谷鄉最重要的聯外幹道:179。
鄉道
- 投49線
- 投55線
  - 投55-1線
  - 投55-2線
- 投56線
- 投58線
- 投93線
- 投95線：原投專1線，溪杉公路
- 投99線
- 投101線
- 投專6線
- 投專7線

### 客運
※此處以鹿谷市區(鹿谷、鹿彰)為主
鹿谷：
| 路線 | 客運業者                   | 起訖       | 經由         | 備註                                   |
| ---- | -------------------------- | ---------- | ------------ | -------------------------------------- |
| 3    | 彰化客運 員林客運 南投客運 | 草屯－溪頭 | 經中興       | 南投縣公車，每日3、4班，例假日停駛     |
| 3A   | 彰化客運 員林客運 南投客運 | 草屯－溪頭 | 經彰南路     | 南投縣公車，每日1、2班，例假日停駛     |
| 6717 | 員林客運                   | 竹山－鳥園 | 經凍頂巷社區 | 每日3班                                |
| 6719 | 員林客運                   | 竹山－溪頭 |              | 每日9班，部分班次（6719A）繞駛和雅村   |
| 6720 | 員林客運                   | 竹山－崎頭 |              | 每日8班，部分班次（6720A）繞駛鹿谷國中 |

鹿彰：
| 路線  | 客運業者                   | 起訖             | 經由               | 備註                                                           |
| ----- | -------------------------- | ---------------- | ------------------ | -------------------------------------------------------------- |
| 9     | 彰化客運 員林客運          | 彰化車站－溪頭   |                    | 彰化縣公車，每日3班，乘車前2~5日上網預約                       |
| 9A    | 彰化客運 員林客運          | 鹿港－溪頭       | 經彰化車站         | 彰化縣公車，每日1班，乘車前2~5日20:00~23:59上網預約            |
| 9B    | 彰化客運 員林客運          | 和美－溪頭       | 經彰化車站         | 彰化縣公車，每日1班                                            |
| 10    | 彰化客運 員林客運          | 員林轉運站－溪頭 | 經台76線、國道3號  | 彰化縣公車，每日3班，其中1班（10A）延駛溪湖                    |
| 15    | 員林客運                   | 二林－溪頭       | 經國道3號          | 彰化縣公車，每日1班，假日停駛，乘車前3日於白天營業時間電話預約 |
| 6801  | 員林客運 南投客運          | 日月潭－溪頭     | 經水里、集集、竹山 | 聯營公車，每日6班                                              |
| 6883  | 彰化客運 員林客運 南投客運 | 臺中－溪頭       | 經高鐵臺中站       | 聯營公車，每日17班                                             |
| 6883A | 彰化客運 員林客運 南投客運 | 臺中－溪頭       | 由高鐵臺中站發車   | 聯營公車，平日4班，假日3班                                     |
| 6883B | 彰化客運 員林客運 南投客運 | 臺中－溪頭       | 延駛至杉林溪       | 聯營公車，每日3班                                              |

## 旅遊

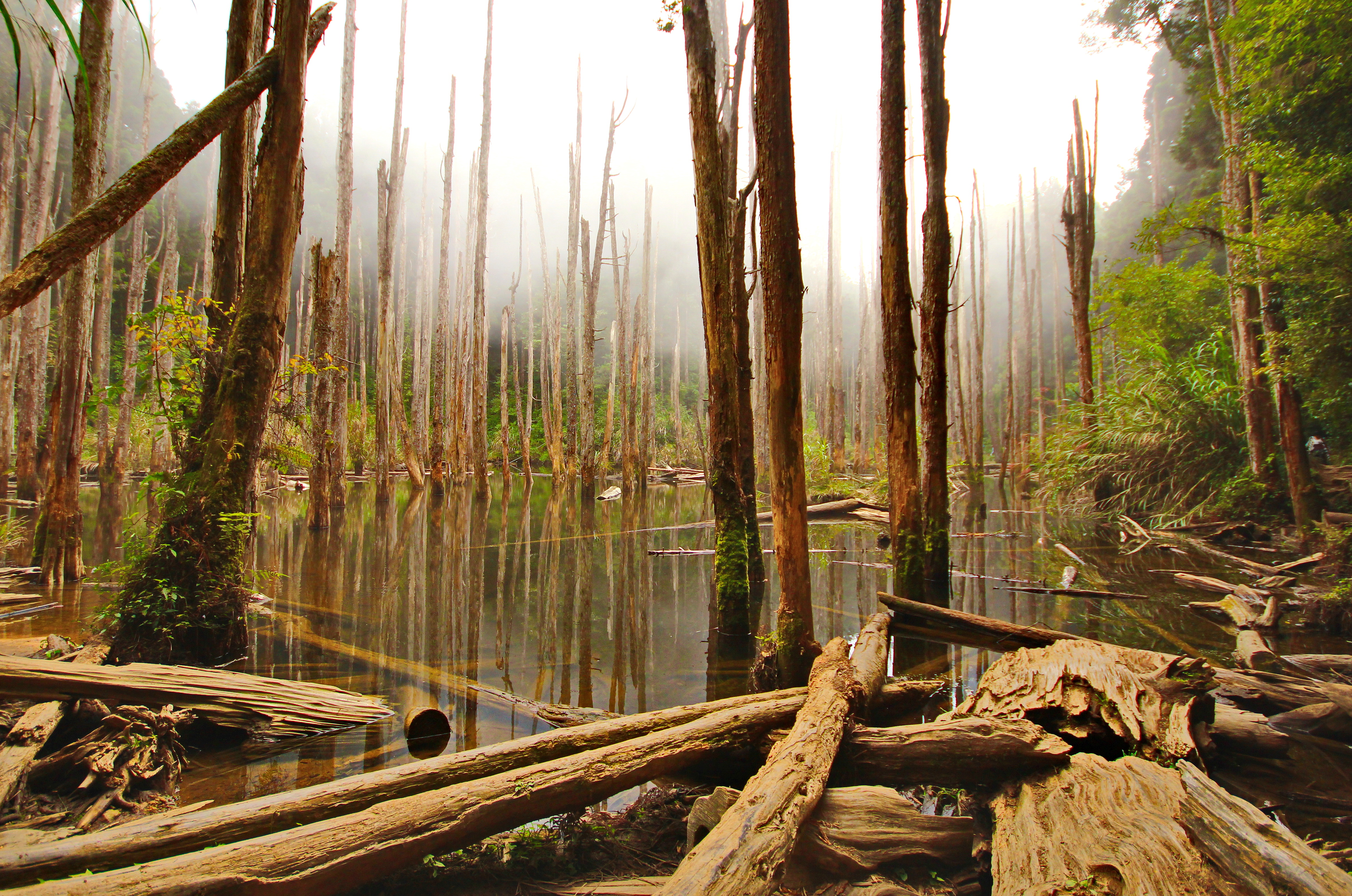
忘憂森林

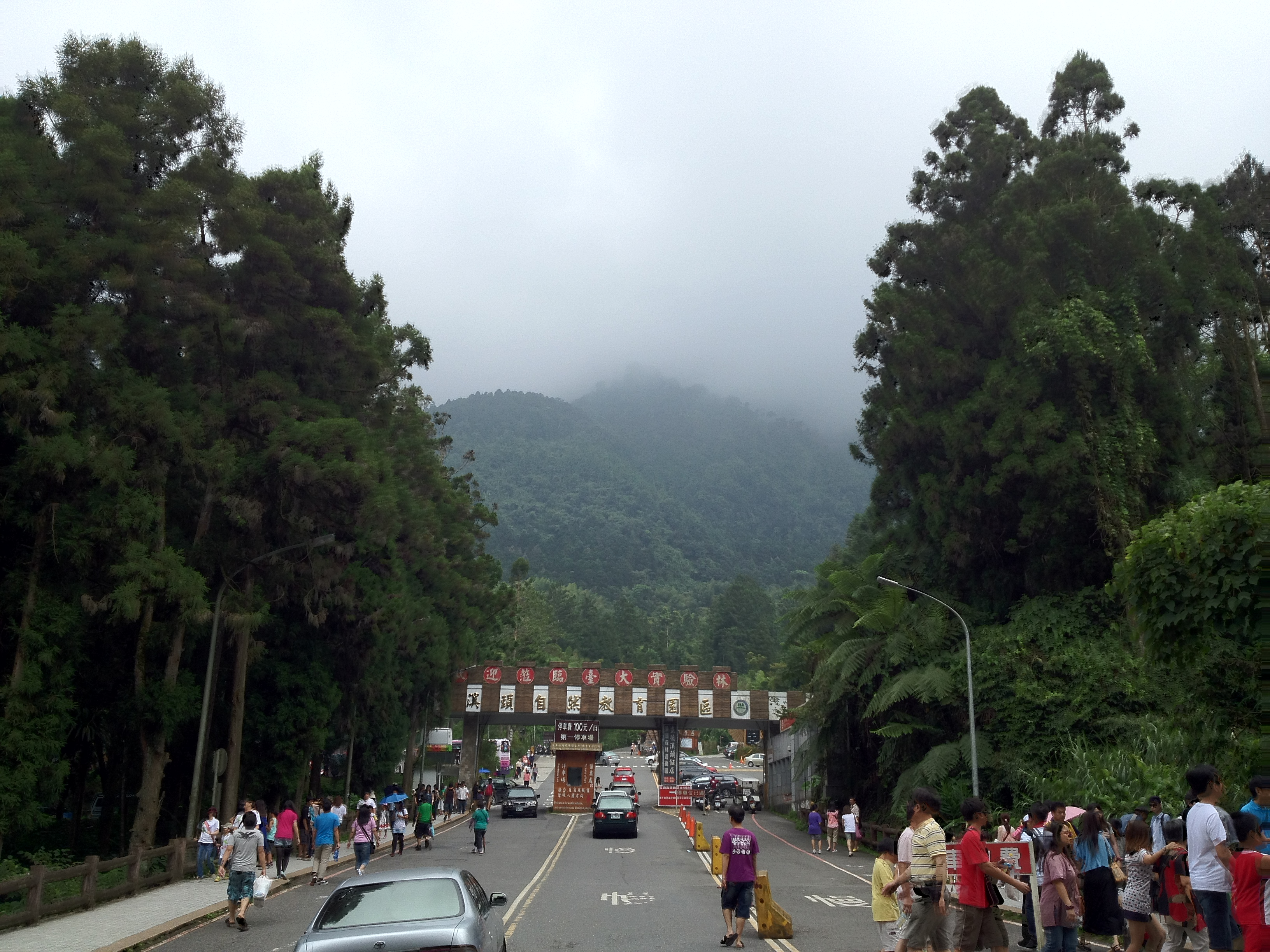
溪頭自然教育園區

鹿谷鄉為南投縣的觀光重鎮，鄉內有許多聞名全國的重要觀光景點，甚至連位於竹山鎮大鞍里的杉林溪也都是從該鄉進出，造就該鄉發達的觀光產業。
以下為鹿谷鄉內重要的景點，更詳細的請參考鹿谷鄉公所網頁：
- 鹿谷形象商圈
- 竹廬
- 小半天
- 凍頂山
- 麒麟潭
- 忘憂森林
- 德興瀑布
- 國立自然科學博物館鳳凰谷鳥園生態園區
- 永隆開山廟
- 八通關古道遺址
- 鹿谷彬彬書院
- 德遍山陬碑
- 入蕃撤禁石碑
- 南投縣鹿谷鄉內湖國民小學
- 溪頭自然教育園區
- 孟宗竹林古戰場
- 大崙山銀杏森林
- 萬年亨衢
- 天林宮
- 鳳凰山鳳凰玉泉真元宮
- 終南山淨律寺
- 謝省躬神父紀念館

## 特產
鹿谷鄉和雅村內樹皮為全台灣第一個種植孟宗竹的地方，造就鹿谷鄉的孟宗竹栽植面積佔全國56%，因此冬筍成為鹿谷鄉民重要經濟來源。
以下僅列鹿谷鄉最負勝名的幾項特產：
- 凍頂烏龍茶
- 冬筍
- 山芹菜
- 茶梅
- 龍鬚菜
- 佛手瓜
- 樹蕃茄
- 山蘇
- 高山高麗菜
- 鱒魚

## 國際交流

### 姐妹鄉
| 國家                                                                              | 城市             | 締結日期     |
| --------------------------------------------------------------------------------- | ---------------- | ------------ |
| 日本                                                                              | 玉川村（福島縣） | 1988年5月3日 |
| 資料來源： 1. 林文燦等編纂，《鹿谷鄉志》上冊:124:425－428 2. 鹿谷鄉公所全球資訊網 |                  |              |

## 外部連結
- 鹿谷鄉公所（页面存档备份，存于）
- 鹿谷鄉公所的Facebook專頁
- 鹿谷鄉農會 （页面存档备份，存于）